# Matt Hollingsworth
Matt Hollingsworth (17 de dezembro de 1968) é um premiado colorista de revistas em quadrinhos americanas.

## Biografia
Hollingsworth graduou-se pela The Kubert School em 1991 e dois anos depois já havia sido contratado pela Dark Horse Comics para dirigir o departamento de arte pintada da editora. Após um ano - e sua primeira indicação ao Eisner Award de "Melhor Colorista" - na função, retornou a trabalhar como freelance, tal qual havia feito no início de sua carreira, e esteve envolvido no lançamento da emblemática série Preacher, que viria a se tornar um dos mais bem-sucedidos títulos do selo editorial Vertigo, lançado pela DC Comics.
Seu primeiro Eisner Award de "Melhor Colorista" foi obtido em 1997, por uma série de trabalhos realizados naquele ano para a DC Comics. Dentre seus recentes trabalhos destaca-se a colorização da revista Daredevil, lançada pela editora Marvel Comics, da qual é contratado exclusivo desde abril de 2010.

## Prêmios e indicações
- 1994: Indicado ao Eisner Award de "Melhor Colorista" por Aliens: Labyrinth, Aliens: Salvation e Creature from the Black Lagoon[2]
- 1997: Vencedor do Eisner Award de "Melhor Colorista" por Preacher, Death: The Time of Your Life e Challengers of the Unknown[3]
- 2003: Indicado ao Eisner Award de "Melhor Colorista" por Alias, Daredevil, The Filth #1-3, Batman: Nine Lives, Catwoman e Catwoman: Selina's Big Score[4]
- 2004: Indicado ao Eisner Award de "Melhor Colorista" por Catwoman[5]